# Fettkörper
Der Fettkörper ist ein für Insekten charakteristisches Organ, welches der Speicherung und Synthese von Stoffen dient. Außerdem übernimmt er zusammen mit den Malpighischen Gefäßen exkretorische Funktionen. Von der Funktion her ist er somit mit der Leber und dem Fettgewebe von Säugetieren zu vergleichen. Aufgebaut ist er aus mehreren Lappen und wird von der Hämolymphe umspült. Durch die Unterteilung in mehrere Lappen wird eine Oberflächenvergrößerung erreicht, die für einen besseren Stoffaustausch zwischen Fettkörper und Hämolymphe sorgt.
Der Fettkörper entsteht aus dem Mesoderm, genauer den bauchseitigen Anteilen der Coelomsäckchen. Dabei entsteht im Abdomen ein Netzwerk aus Läppchen, die meist nur ein bis zwei Zelllagen umfassen und von einer Basallamina umgeben sind. Die metamere Gliederung geht weitestgehend verloren. Im Thorax kann der Fettkörper zylindrisch, im Kopfbereich kompakt ausgebildet sein. Die Form und Größe des Fettkörpers variiert artspezifisch. Besonders groß ist er bei Schaben und Larven holometaboler Insekten. Bei der Larve der Honigbiene kann er bis zu 65 % des Körpergewichts ausmachen. Bei der Honigbienenlarve löst sich der Fettkörper vor der Verpuppung nahezu vollständig auf und die Zellen verteilen sich in der Hämolymphe. Die Farbe des Fettkörpers ist variabel und kann durchsichtig, weiß, gelb, orange oder grün sein.
Der Fettkörper besteht aus Trophocyten (Syn. Adipocyten), welche vermutlich aus Blutzellen hervorgehen. Neben den Trophocyten kommen bei einigen Arten auch Uratzellen, Oenocyten und Mycetocyten vor. Zudem kann der Fettkörper Leuchtorgane beherbergen. Diese Zellen haben als Speicherort substanzspezifische Vakuolen.
Zur Energieversorgung des Tieres werden im Fettkörper Glykogen (Kohlenhydrate), Lipide (Fette) und Proteine (Eiweiße) gespeichert. Für den Stoffwechsel des Fettkörpers werden sowohl Kohlenhydrate als auch Fette verwendet. Der Fettkörper wächst bei guter Nahrungsversorgung und wird in Zeiten des Nahrungsmangels und der Dormanz entsprechend abgebaut. Die Proteine werden vorrangig zum Aufbau der Cuticula bei der Häutung verwendet. Bei Honigbienen werden sie zum Aufbau der Futtersaftdrüsen verwendet. Der Fettkörper ist auch Syntheseort der Trehalose, des „Blutzuckers der Insekten“.

## Fettkörper bei Bienen
Die Honigbienen nehmen über die Nahrung kaum Lipide auf. Zur Deckung ihres Bedarfs erfolgt die Synthese von Lipiden aus Kohlenhydraten und der Ort dieser Synthese ist der Fettkörper. Die Vorstufen des Bienenwachses werden dort ebenfalls produziert und der Fettkörper steht in direktem Kontakt zu den Wachsdrüsen.